# Vandenboschia yokoscensis
Vandenboschia yokoscensis là một loài dương xỉ trong họ Hymenophyllaceae. Loài này được Satake mô tả khoa học đầu tiên..
Danh pháp khoa học của loài này chưa được làm sáng tỏ. 